# Nocturne indien (film)
Pour les articles homonymes, voir Nocturne indien.
Pour plus de détails, voir Fiche technique et Distribution.
Nocturne indien est un film français réalisé par Alain Corneau, sorti en 1989, adapté du roman du même nom d'Antonio Tabucchi.

## Synopsis
Rossignol, un jeune Français arrive à Bombay, à la recherche de Xavier, un ami proche disparu depuis peu sur place. Il part sur ses traces, voyageant à travers une Inde déroutante, se rapprochant à chaque étape un peu plus de son ami.

## Commentaire
Le film, adapté du roman du même nom d'Antonio Tabucchi, est tout en ombres et lumière, et promène le spectateur au cœur de l'Inde, de sa dureté et de ses beautés. De Bombay à Goa en passant par Madras, cette recherche de Xavier devient alors un parcours initiatique, comme pour tout homme à la recherche de lui-même.
Le film, surtout dans ses parties nocturnes, bénéficie d'un contrepoint musical (le 2e mouvement du Quintette en ut majeur de Schubert) étonnant par son osmose avec l'étrangeté de l'ambiance.

## Fiche technique
- Titre : Nocturne indien
- Réalisation : Alain Corneau, assisté de Frédéric Blum
- Scénario : Alain Corneau, Louis Gardel, d'après le roman éponyme d'Antonio Tabucchi
- Photographie : Yves Angelo
- Montage : Thierry Derocles
- Son : Bernard Chaumeil, Pierre Gamet et François Groult
- Production : Maurice Bernart et Alain Sarde (producteur exécutif)
- Langue de tournage : anglais, français
- Format : couleurs - 1,85:1 - mono - 35 mm
- Dates de sortie : 16 août 1989 (France), 8 septembre 1989 (Canada, Festival international du film de Toronto)
- Durée : 110 minutes

## Distribution
- Jean-Hugues Anglade : Rossignol
- Clémentine Célarié : la Française à Goa
- Otto Tausig : Peter Schlemihl
- T.P. Jain : le docteur
- Iftekhar : le professeur de théosophie
- Dipti Dave : Vimla Sar
- Ratna Bhooshan : la patronne de l'hôtel Khajurâho